# Łysa Góra (województwo małopolskie)
Łysa Góra – wieś w Polsce, położona w województwie małopolskim, w powiecie brzeskim, w gminie Dębno.
Wieś biskupstwa krakowskiego w powiecie sądeckim w województwie krakowskim w końcu XVI wieku.
W latach 1954–1972 wieś należała i była siedzibą władz gromady Łysa Góra. W latach 1975–1998 miejscowość administracyjnie należała do województwa tarnowskiego.

## Położenie
Łysa Góra leży na Pogórzu Wiśnickim, od południa wieś otaczają Dąbrowa (Wilkówka) 409,7 m n.p.m., Chocholec 377,7 m n.p.m. i Kamionka 392,3 m n.p.m. Przez wieś przepływa, posiadająca tu źródła, rzeka Kisielina.

## Integralne części wsi
| SIMC    | Nazwa        | Rodzaj    |
| ------- | ------------ | --------- |
| 0819154 | Pańska Góra  | część wsi |
| 0819190 | Podkościele  | część wsi |
| 0819160 | Przymiarki   | część wsi |
| 0819177 | Siciny       | część wsi |
| 0819183 | Średnie Pole | część wsi |
| 0819214 | Zagonie      | część wsi |
| 0819220 | Zamieście    | część wsi |
| -\|08   | Zaszkole     | część wsi |
|         | Nadole       | część wsi |

## Historia
Wieś wzmiankowana po raz pierwszy w 1321, do czasu rozbiorów Polski była własnością biskupów krakowskich. Później przeszła w ręce prywatne. Sławę Łysa Góra zyskała jednak znacznie później, po II wojnie światowej, kiedy w 1947 powstała tam Spółdzielnia Pracy Przemysłu Ludowego i Artystycznego „Kamionka”. Przy spółdzielni powstał zakład produkcyjny „Kamionka”, który sprzedawał wyroby  do różnych krajów na całym świecie, a utworzone technikum ceramiczne zyskało miano szkoły artystycznej. W 2008 r. spółdzielnia przeżywała poważne problemy ekonomiczne, a zainteresowanie kształceniem w szkole radykalnie spadło. Obecnie spółdzielnia jest w likwidacji, a technikum zlikwidowano, w budynku działa Środowiskowy Dom Samopomocy.

## Zabytki
- Kościół pw. Matki Bożej Nieustającej Pomocy (Łysa Góra 32) – został wybudowany w latach 1920–1922, a konsekrowany w 1938 roku. Monumentalne schody wraz z otoczeniem powstały w 1959 roku. Budynek posiada liczne dekoracje ceramiczne na zewnątrz i wewnątrz. W 1972 roku na szczycie kościoła umieszczono mozaikowy wizerunek Matki Bożej Nieustającej Pomocy, autorstwa Stefana Jakubowskiego. W 1982 roku wejście do kościoła ozdobiła mozaika ze św. Stanisławem biskupem i męczennikiem, autorstwa Czesławy Paseli, która jest także autorką Ukrzyżowania na zewnętrznej ścianie prezbiterium (ołtarz polowy) oraz Chrystusa Dobrego Pasterza na pobliskiej plebanii.

Wnętrze kościoła zawiera ceramiczne dekoracje powstałe w latach 80. XX wieku zaprojektowane przez krakowskich artystów Marię i Jerzego Skąpskich we współpracy z Jerzym Sachą, łysogórskim rzeźbiarzem i ceramikiem.
Są to: na ścianach nawy stacje Drogi Krzyżowej, na ścianach prezbiterium kompozycja Serca Jezusa i scen z życia Św. Józefa a także scena Ostatniej Wieczerzy, a w ołtarzu głównym  ceramiczna rama dla ikony Matki Bożej, autorstwa Marii Skąpskiej.
- Budynki związane z działalnością Spółdzielni „Kamionka” – budynki stary i nowy, a także pięć innych obiektów m.in. dom Antoniego Kopytki, budynek dawnego technikum ceramicznego (obecnie Środowiskowy Dom Samopomocy) zostały włączone w szlak ceramiczny czarownic i czarodziejów, gdzie poszczególne obiekty oznaczone są ceramicznymi tabliczkami[9]. W budynku na trasie znajduje się także wystawa „Skarby z Łysej Góry”. Ekspozycja powstała z inicjatywy Stowarzyszenia Przyjaciół Ziemi Łysogórskiej „Krakus”,  poświęcona jest miejscowości i jej mieszkańcom[9].

- Kapliczka kamienna "Ecce Homo" z 1870 roku
- Krzyż żeliwny na postumencie z 1890 roku
- Figura Matki Bożej Królowej Polski z Dzieciątkiem z 1902 roku
- Tablica pamiątkowa w miejscu katastrofy poświęcona poległej załodze bombowca – w nocy z 16 na 17 sierpnia 1944 w Łysej Górze rozbił się aliancki bombowiec B-24 Liberator 161 z 31. dywizjonu Południowoafrykańskich Sił Powietrznych (SAAF), zestrzelony przez niemiecki myśliwiec w czasie powrotu do bazy we Włoszech po dokonaniu zrzutu dla powstania warszawskiego[10]

W Łysej Górze działają:
- Zespół Pieśni i Tańca „Kamionka”, który powstał w 1953 roku
- Stowarzyszenie Przyjaciół Ziemi Łysogórskiej „Krakus”
- Łysogórska Orkiestra Dęta
- Ludowy Klub sportowy Lks Kłos Łysa Góra, założony w 1948 roku
- ochotnicza straż pożarna

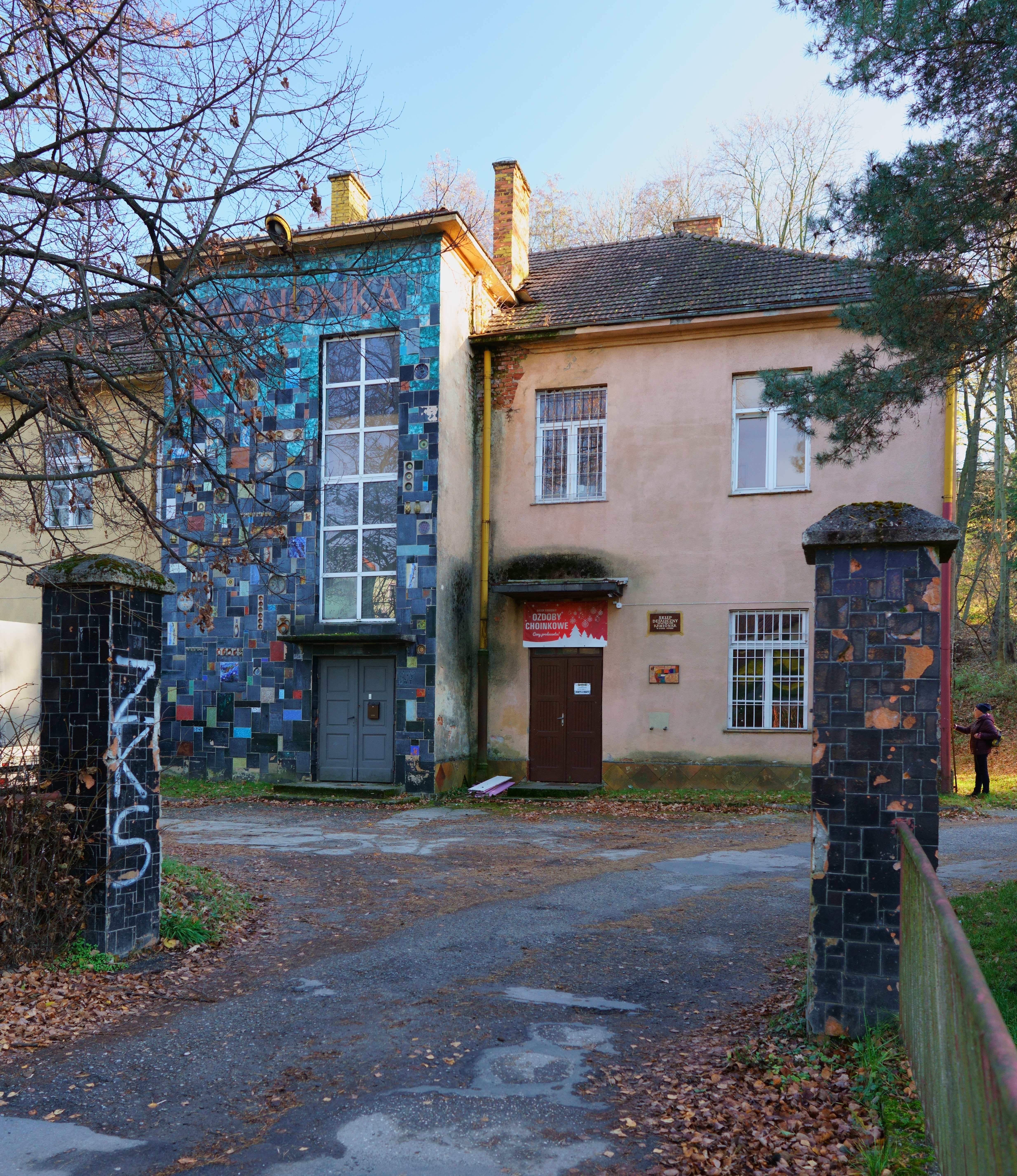
Pierwszy budynek spółdzielni „Kamionka”
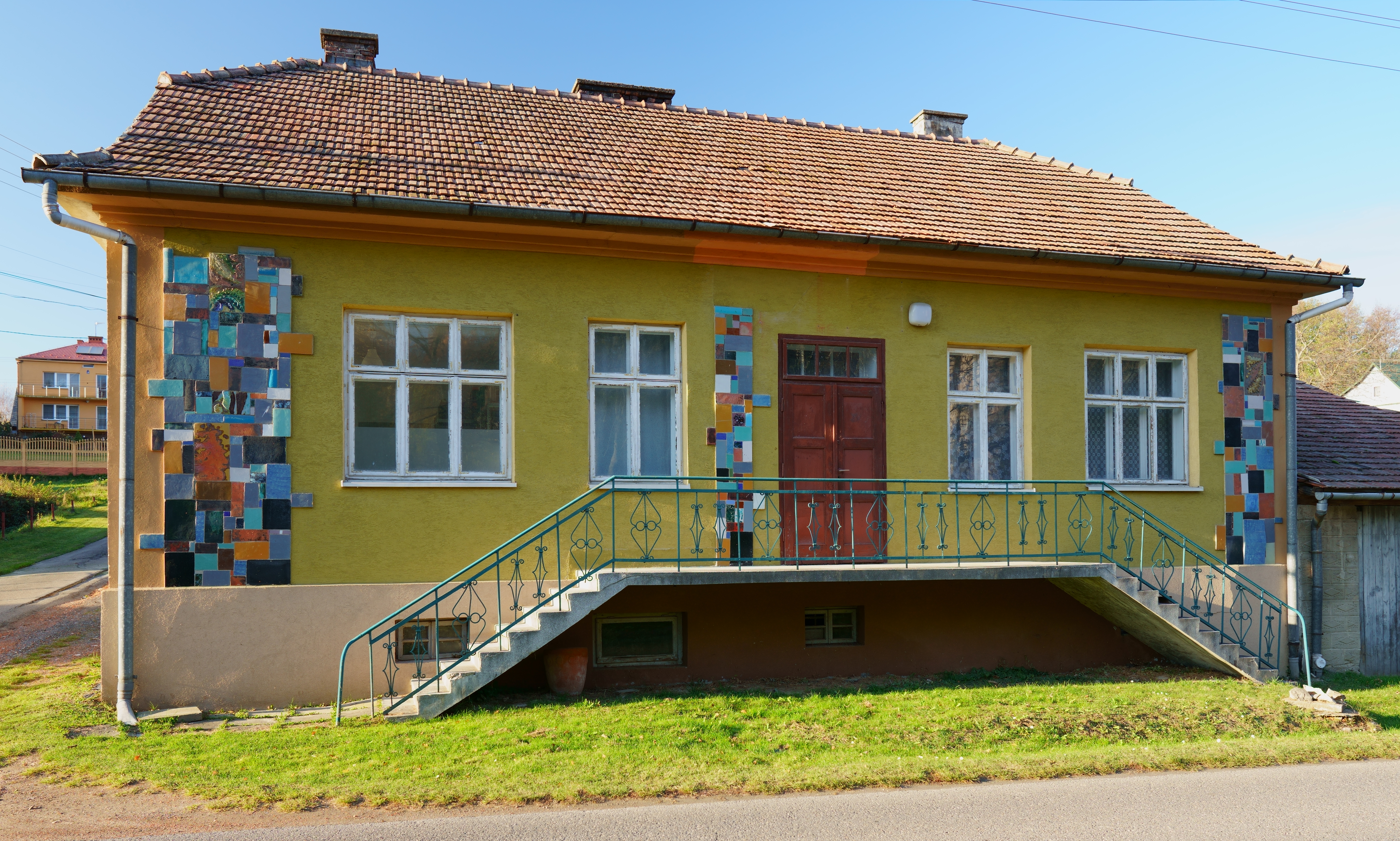
Dom Antoniego Kopytki. Łysa Góra – spacer ceramicznym szlakiem czarownic i czarodziejów
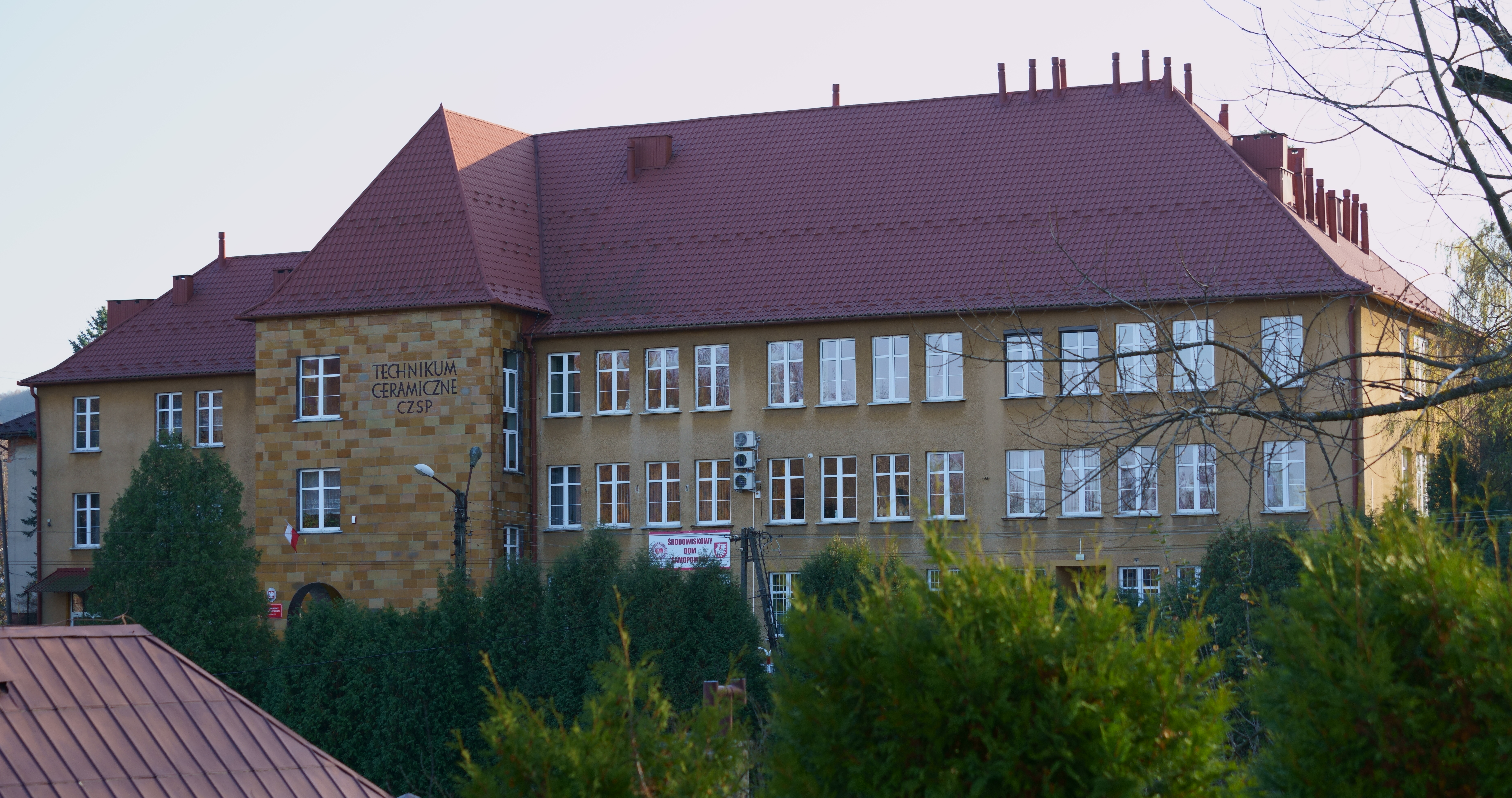
Środowiskowy Dom Samopomocy – dawne technikum

## Osoby związane z miejscowością
- Franciszek Mleczko – działacz spółdzielczy i ludowy, nauczyciel, poseł na Sejm PRL III, IV i V kadencji z ramienia Zjednoczonego Stronnictwa Ludowego.
- Bolesław Książek – ceramik, autor projektów naczyń dekoracyjnych i użytkowych, rzeźb, płyt okładzinowych, autor i współautor wielu ceramicznych dekoracji architektonicznych.
- Jerzy Sacha – ceramik, rzeźbiarz
- Jolanta Ogar-Hill[12] - polska i austriacka żeglarka w klasie 470, mistrzyni Europy i świata, trzykrotna olimpijka, wicemistrzyni olimpijska.